# 光叶山姜
光叶山姜（学名：Alpinia intermedia），为姜科山姜属下的一个植物种。其种加词“intermedia”意为“中间的”。